# Independence Hills
Die Independence Hills (deutsch : Unabhängigkeitsberge) sind eine 16 Kilometer lange Bergkette, die zur Heritage-Range-Bergkette in den südlichen Ausläufern des westantarktischen Ellsworthgebirges gehört. Sie liegen etwa 4,8 Kilometer südöstlich der Marble Hills und bilden den südlichsten Teil der Westwand des Horseshoe Valley.

## Geographie
Die Independence Hills verlaufen von nordwestlicher in südöstliche Richtung. Im Norden sind sie durch das Morris Cliff mit den Marble Hills verbunden. Etwa 3 Meilen nordöstlich der Hügelkette liegen die Patriot Hills, in deren Windschatten das Patriot Hills Base Camp und eine Blaueis-Landebahn betrieben werden. Im Süden der Kette liegt der 1.430 Meter hohe Mount Shattuck, an den sich weiter südlich die Redpath Peaks anschließen.
Die Berggipfel der Kette sind Mount Simmons im Norden, Mount Geissel und Mount Shattuck im Süden.

## Geschichte
Die Independence Hills wurden vom United States Geological Survey in den Jahren 1961–66 durch Erkundungen vor Ort und Luftaufnahmen der US-Marine kartographiert. Ihren Namen, der wie bei allen Erhebungen der Heritage Range einen Bezug zum kulturellen Erbe der Vereinigten Staaten hat, erhielt die Kette im Jahr 1964 vom Advisory Committee on Antarctic Names.
Im Winter 1997–98 führte eine gemeine Forschungs-Expedition der Carnegie Mellon University, dem NASA Ames Research Center und der University of Pittsburgh im Gebiet zwischen den Independence Hills und den Patriot Hills Versuche mit dem Roboter Nomad durch, der gebaut wurde um autonom Steine und Meteoriten in Polargebieten zu untersuchen und identifizieren.